# Лаборд, Жан
Жан Лаборд (фр. Jean Laborde; 9 декабря 1918, Лион, Франция — 30 января 2007, Биарриц) — французский писатель, журналист и киносценарист. Известен под литературными псевдонимами — Раф Валле и Жан Дельон.

## Биография
Окончил юридическую школу, работал штатным репортером газеты «Франс Суар», в которой освещал криминальную хронику, самые громкие судебные процессы послевоенного времени, в частности, дело отравительницы Мари Бенар и дело убийцы Гастона Доминичи. Оба процесса легли в основу телевизионных и кинофильмов.
С 1964 по 1978 год печатался в газете «Аврора» (L’Aurore).
Не прерывая журналистской деятельности, Жан Лаборд написал ряд детективных и шпионских романов под литературными псевдонимами Раф Валле и Жан Дельон. Юридическое образование и богатый журналистский опыт сделали Лаборда одной из ключевых фигур в развитии жанра жесткого полицейского триллера во Франции.
Многие произведения этого автора были экранизированы, в том числе, «Босс» (1968), «Убийцы во имя порядка» (1971), «Прощай, полицейский!» и «Страх над городом», (оба — 1975), «Смерть негодяя» (1977).
Лауреат нескольких литературных премий:
- 1970 — премии Prix Maison de la Presse.
- 1975 — премии Prix Mystère de la critique

## Избранная библиография

### Книги под именем Жан Лаборд
- Amour, que de crimes, 1954
- Les assassins de l’ordre, 1956
- La loterie aux filles, 1956
- Les loups derrière le traîneau, 1958
- Le Palais du rire, 1958
- Les Cœurs vides, 1959
- Les Bonnes causes, 1960
- Un homme à part entière, 1961
- Les grandes chaleurs, 1962
- Le Voyage en Sibérie, 1963
- Les Assassins de l’ordre, 1968
- L’Héritage de violence, 1969
- Un matin d'été à Lurs — 5 août 1952, 1972

### Книги под псевдонимом Раф Валле
- Mort d’un pourri, 1973
- Adieu poulet !, 1974
- Sa majesté le flic, 1976
- Squelette pour madame, 1975
- Saccage à Cannes, 1982
- Darling dollar, 1982
- Aux armes, mégalos !, 1982
- Salut les coquins !, 1984

### Книги под псевдонимом Жан Дельон
- Caline Olivia, 1964
- Olivia et les 4 boss, 1965
- Olivia à gogo, 1965
- Le Froid qui venait de l’espionne, 1966
- Quand me tues-tu ?, 1966
- Quand s’allongent les nababs, 1966
- Pouce !, 1967
- Chérie froide, 1967
- Les Espions ont soif, 1968